# Julius Skutnabb
Julius Skutnabb est un patineur de vitesse finlandais né le 12 juin 1889 à Helsinki et décédé le 26 février 1965 à Helsinki.

## Biographie
Pompier dans le civil, Skutnabb débute lors des Championnats du monde toutes épreuves de patinage de vitesse de 1914. À cause de la Première Guerre mondiale les compétitions internationales sont suspendues et il ne participe qu'au championnat de Finlande ou il remporte trois titres en 1914, 1916, 1917. Les compétitions internationales reprennent en 1922 et bien qu'âgé de trente-deux ans, Skutnabb se classe cinquième des Championnats du monde toutes épreuves de patinage de vitesse de 1922 puis sixième en 1923.
En 1924, il participe aux premiers Jeux olympiques d'hiver à Chamonix. Il remporte la médaille d'or du 10 000 m, et la médaille d'argent au 5 000 m. Au classement toutes épreuves, il obtient la médaille de bronze. Quelques mois plus tard, il remporte la médaille d'argent aux Championnats du monde toutes épreuves. En 1926 il devient champion d'Europe lors des Championnats d'Europe toutes épreuves puis il participe aux Jeux olympiques d'hiver de 1928. Il y remporte la médaille d'argent sur le 5 000 m à l'âge de trente-huit ans et deux cent quarante-six jours.

## Palmarès
| Compétition                             | Médaille d'or   | Médaille d'argent             | Médaille de bronze     |
| Jeux olympiques                         | 1924 (10,000 m) | 1924 (5,000 m) 1928 (5,000 m) | 1924 (toutes épreuves) |
| Championnats du monde toutes épreuves   | –               | –                             | 1924                   |
| Championnats d'Europe toutes épreuves   | 1926            | –                             | –                      |
| Championnat de Finlande toutes épreuves | 1914 1916 1917  | 1915 1920                     | 1921                   |